# Kareem Abeed
Kareem Abeed (arabisch كريم عبيد, DMG Karīm ʿAbīd; * 20. Jahrhundert in Aleppo) ist ein syrischer Filmproduzent. Große Bekanntheit erlangte Abeed durch seine Oscarnominierung bei der Oscarverleihung 2018 für Die letzten Männer von Aleppo, der als erster syrischer Beitrag in der Kategorie „Bester Dokumentarfilm“ nominiert wurde. Regisseur Feras Fayyad und Mitproduzent Søren Steen Jespersen wurden ebenfalls nominiert.
Für den Dokumentarfilm, der das Leben der Gründer der Weißhelme beleuchtet und sich auf der Such- und Rettungseinsätze während des Krieges in Aleppo konzentriert, erhielt Abeed einen „Cinema Eye Honors Award“ und einen „Asia Pacific Screen Award“.
Für die Oscarverleihung erhielt er aufgrund der Executive Order 13780 kein Visum für die USA.